# Брускинське
Бру́скинське — село в Україні, у Великоолександрівській селищній громаді Бериславського району Херсонської області. Населення становить 436 осіб.

## Населення

### Мовний склад
Рідна мова населення за даними перепису 2001 року:
| Мова       | Чисельність, осіб | Доля     |
| ---------- | ----------------- | -------- |
| Українська | 412               | 94,50 %  |
| Російська  | 18                | 4,13 %   |
| Молдовська | 5                 | 1,14 %   |
| Інше       | 1                 | 0,23 %   |
| Разом      | 436               | 100,00 % |

## Історія
У 2013 році в селі почав функціонувати дитячий садок.
12 червня 2020 року, відповідно до Розпорядження Кабінету Міністрів України від № 726-р «Про визначення адміністративних центрів та затвердження територій територіальних громад Херсонської області», увійшло до складу Великоолександрівської селищної громади.
19 липня 2020 року, в результаті адміністративно-територіальної реформи та ліквідації  Великоолександрівського району увійшло до складу Бериславського району.

### Російсько-українська війна
Навесні 2022 року село окуповане російськими військами.
30 липня Оперативне командування «Південь» повідомило про ураження пункту управління батальйонної тактичної групи 34-ї окремої мотострілецької бригади окупантів у Брускінському.
9 листопада село було звільнено від російських окупаційних військ у ході контрнаступу в Херсонській області. За 8 місяців окупації село зазнало значних руйнувань.